# Johan Emanuel Wikström
Johan Emanuel Wikström, né le 1er novembre 1789 à Vänersborg et mort le 4 mai 1856 à Stockholm, est un botaniste suédois. Son nom de baptême s'écrit parfois Johann. Son abréviation en botanique est Wikstr.

## Biographie
Wikström naît dans une petite localité du sud-ouest de la Suède. Son père, Johan, est concierge d'une fabrique et sa mère est née Charlotte Bahrman. Il entre le 18 février 1806 à l'université d'Uppsala pour étudier le droit selon les vœux de son père, puis il travaille au tribunal du district à Vänersborg, mais celui ne lui plaît pas et il retourne à l'université d'Uppsala, cette fois pour étudier la médecine. Il est licencié en médecine en 1817 et élevé au doctorat la même année. Il exerce dans une clinique de Stockholm.
Wikström avait reçu à l'université des cours de Carl Peter Thunberg en sciences naturelles et avait ainsi appris à apprécier la botanique. Pendant ses loisirs, il aimait herboriser aux alentours de Stockholm ou bien se rendre au Bergianska trädgården, près du muséum suédois d'histoire naturelle, souvent en compagnie de son ami Olof Peter Swartz, professeur de botanique au jardin de Bergius. Lorsque ce dernier meurt en septembre 1818, Wikström lui succède, abandonnant sa carrière de médecine, pour se consacrer entièrement à la botanique. Il entre en fonction le 11 novembre 1818 et devient professeur de botanique en 1823.
L'école de jardinage de Bergius est alors mondialement connue grâce à ses vergers et à ses potagers. Wiström en tant que directeur créé également un jardin d'agrément et dirige le musée botanique de l'Académie royale des sciences de Suède. De 1821 à 1843, il donne aussi des cours d'histoire naturelle dans diverses écoles, la plupart du temps par pur idéalisme.
Bien que de santé fragile et souvent malade, il se consacre à des travaux scientifiques nombreux. Il rédige une étude sur le genre Daphne (1817 et 1820), un travail d'ensemble sur les Thymelaeaceae et décrit de nouvelles espèces de Lonchostoma, Eriocaulon, Fritillaria et Rosa. Il publie ses dernières descriptions, ainsi que celles concernant les genres Equisetum et Filices dans Kungliga Svenska Vetenskapsakademiens Handlingar.
Ses études de la flore des îles des Antilles, Saint-Barthélémy et la Guadeloupe paraissent en 1825 et en 1827. Elles sont réalisées à partir des collections recueillies par les explorateurs et naturalistes suédois Bengt Euphrasén (1755-1796) et J.E. Forsström (1775-1824). De ses excursions et observations des environs de Stockholm, il tire des descriptions non seulement de la flore, mais aussi de la géologie et de la faune qu'il publie en 1840 dans Stockholms flora. Son œuvre majeure réunit à la demande de l'Académie royale des sciences ses travaux annuels sur la flore endémique de Suède et la flore étrangère. Elle paraît de 1822 à 1852 et compte douze mille pages environ. Wikström est ainsi le premier historien de la botanique qui publie à propos de l'histoire de la flore suédoise.
Wikström a peu voyagé en dehors de son pays. Il s'est rendu en 1820 à Hambourg et à Copenhague en 1847 pour prendre part à des réunions de botanistes. Il était de faible constitution depuis son enfance et il passe les derniers temps de sa vie alité. Il meurt le 4 mai 1856 à Stockholm.

## Quelques publications
- Conspectus litteraturae botanicae in Suecia ab antiquissìmis temporibus usque ad finem anni 1831, 1831.
- Stockholms flora, 1840

## Hommages
- Wikström entre à l'Académie royale des sciences de Suède en 1820 et à l'Académie royale d'agriculture de Suède en 1821.
- Le genre Wikstroemia de la famille des Thymelaeaceae a été nommé en son honneur en 1833 par le botaniste et sinologue autrichien Stephan Ladislaus Endlicher.